# Oiophysa cumberi
Oiophysa cumberi är en insektsart som beskrevs av Woodward 1958. Oiophysa cumberi ingår i släktet Oiophysa och familjen Peloridiidae. Inga underarter finns listade i Catalogue of Life.